# Cianoidrinas

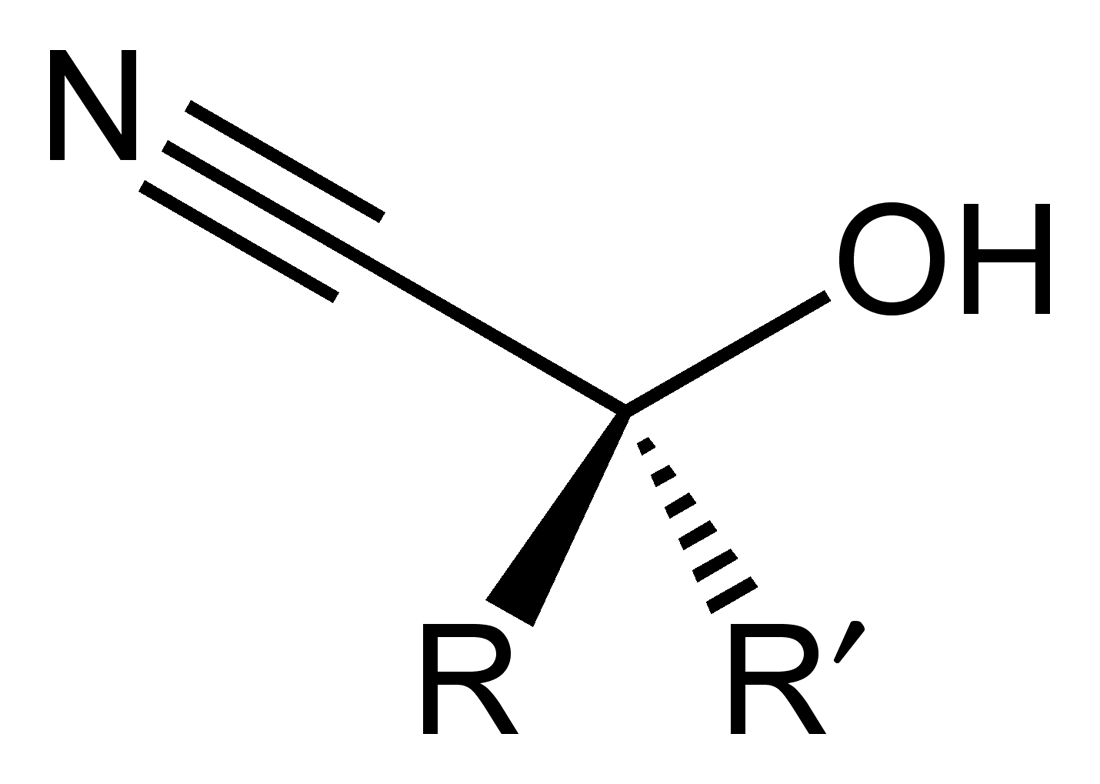
A estrutura de uma cianoidrina qualquer.

Uma cianoidrina ou hidroxinitrila é uma função orgânica à qual pertencem compostos orgânicos nos quais um grupo cianeto e uma hidroxila estão ligados ao mesmo átomo de carbono. Sua fórmula geral é R2C(OH)CN, em que R pode ser um H, um substituinte alquila ou um substituinte arila. As cianoidrinas são precursores industrialmente importantes dos ácidos carboxílicos e de alguns aminoácidos. Elas podem ser formadas pela reação de uma cetona ou um aldeído com cianeto de hidrogênio (HCN) na presença de cianeto de sódio (NaCN) em excesso como catalisador:
{\displaystyle {\ce {RR'C = O + HCN -> RR'C (OH) CN}}}
Nessa reação, o íon CN- nucleofílico ataca o carbono carbonílico eletrofílico da cetona ou do aldeído, sucedendo a protonação pelo HCN, a qual regenera o ânion cianeto. As cianoidrinas também podem ser preparadas pelo deslocamento do sulfito por sais cianetos:
As cianoidrinas são intermediários na síntese de aminoácidos de Strecker. Em meio aquoso ácido, eles são hidrolisados ao α-hidroxiácido.

## Cianoidrinas de acetona
São geradas como um intermediário na produção industrial de metacrilato de metila. No laboratório, esse líquido serve como fonte de HCN, que é inconvenientemente volátil. Assim, a cianoidrina de acetona pode ser usada para a preparação de outras cianoidrinas, para a transformação de HCN em aceptores de Michael e para a formilação de arenos. O tratamento desta cianoidrina com hidreto de lítio fornece cianeto de lítio anidro:

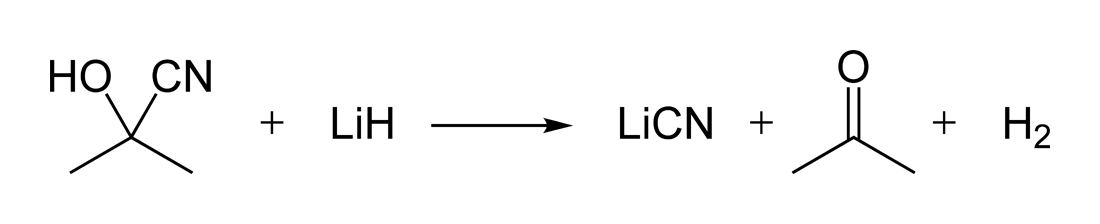
Esquema reacional da formação de cianeto de lítio (LiCN) a partir de cianoidrina de acetona e hidreto de lítio

## Métodos de preparo
Inicialmente, as cianoidrinas eram preparadas pela adição de HCN e de um catalisador (base ou enzima) ao carbono carbonílico correspondente. Em escala laboratorial, o uso de HCN — tóxico — é amplamente desaconselhado. Por isso, outros reagentes de cianação menos perigosos são procurados. A formação in situ de HCN pode ser realizada usando precursores como cianoidrina de acetona. Alternativamente, derivados de ciano-silil, como TMS-CN, permitem a cianação e a proteção em uma etapa sem a necessidade de HCN. Procedimentos semelhantes baseados na formação de éster, fosfato e carbonato foram relatados.

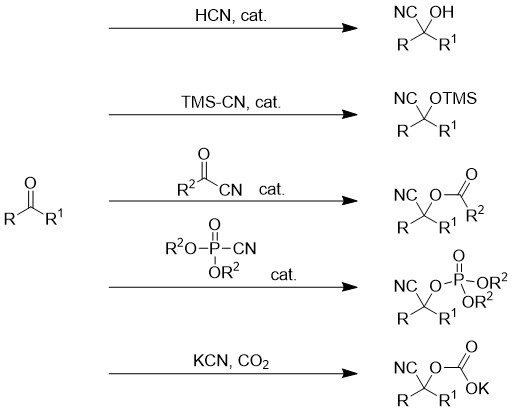
Diferentes reações para o preparo de cianoidrina

## Outras cianoidrinas
A mandelonitrila, com fórmula molecular C6H5CH(OH)CN, ocorre em pequenas quantidades nos caroços de algumas frutas. Glicosídeos cianogênicos relacionados são conhecidos, como amigdalina.

A amigdalina é um dos vários glicosídeos cianogênicos que ocorrem naturalmente

A glicolonitrila, também chamada de hidroxiacetonitrila ou cianoidrina de formaldeído, é o composto orgânico de fórmula molecular HOCH2CN. É a cianoidrina mais simples, sendo derivada do formaldeído.

glicolonitrila
cianoidrina de acetona
mandelonitrila